# Pindall
Pindall é uma cidade  localizada no estado americano de Arkansas, no Condado de Searcy.

## Demografia
Segundo o censo americano de 2000, a sua população era de 95 habitantes.
Em 2006, foi estimada uma população de 93, um decréscimo de 2 (-2.1%).

## Geografia
De acordo com o United States Census Bureau, a localidade tem uma área de 7,4 km², sem área coberta por água.

## Localidades na vizinhança
O diagrama seguinte representa as localidades num raio de 24 km ao redor de Pindall.